# Noaide

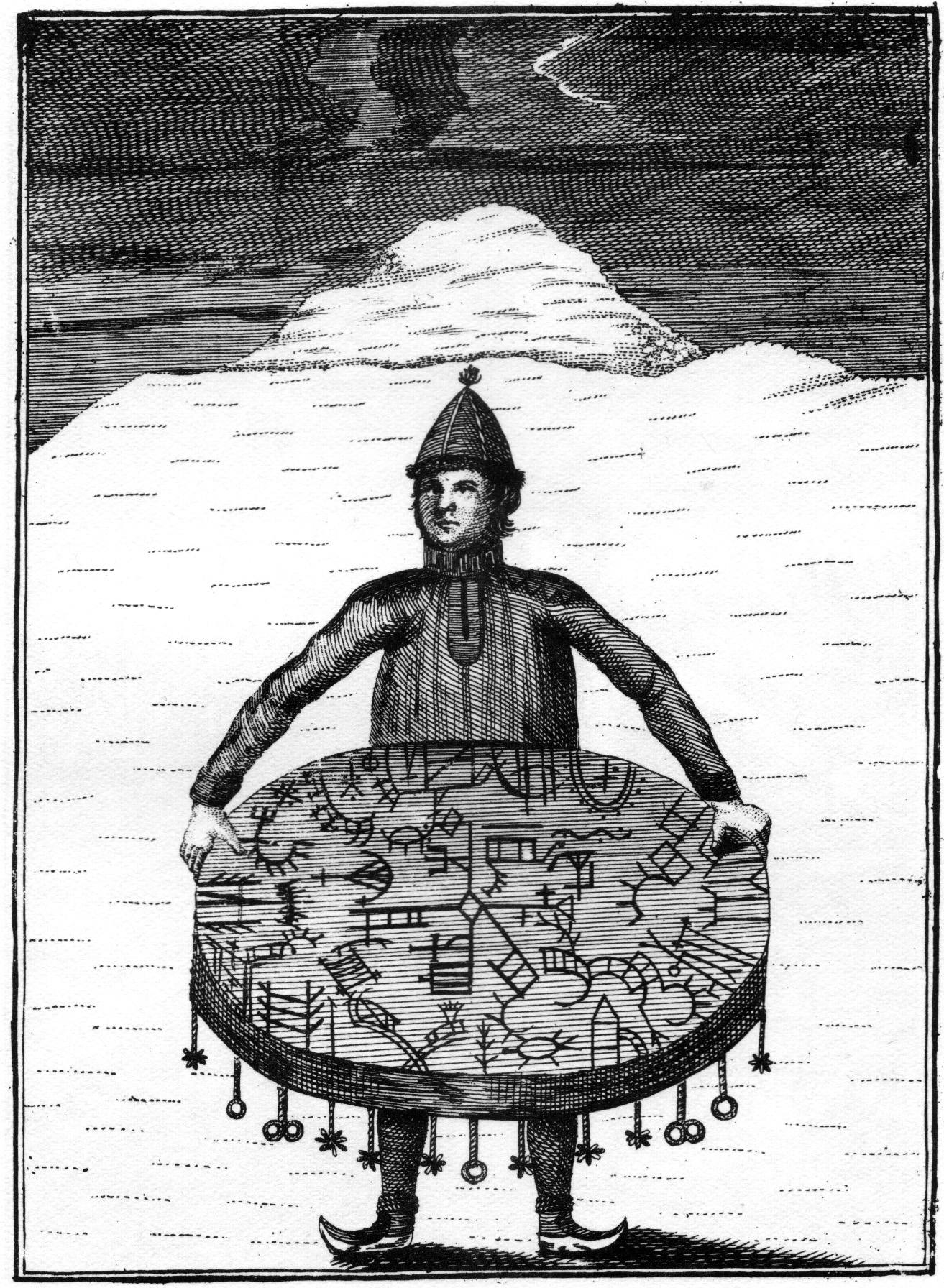
Saamski szaman na ilustracji z Beskrivelse over Finnmarkens Lapper, deres Tungemaal, Levemaade og forrige Afgudsdyrkelse, 1767 r.

Noaide – u dawnych Saamów osoba pełniąca funkcje szamańskie. Noaide nie tworzyli nigdy wydzielonej kasty, żyli i ubierali się jak ogół ludzi (w przeciwieństwie do np. szamanów syberyjskich, posiadających specjalny strój). Wyróżniały ich jedynie posiadane umiejętności oraz pas z zawieszonymi talizmanami.
Noaide nawiązywali łączność ze światem duchem i bogów w stanie transu, w który wprowadzali się dzięki dźwiękom szamańskiego bębna. Pełnili także rolę ofiarników oraz wykonywali inne czynności kultowe.